# 25639 Fedina
25639 Fedina è un asteroide della fascia principale. Scoperto nel 2000, presenta un'orbita caratterizzata da un semiasse maggiore pari a 2,5924893 UA e da un'eccentricità di 0,0945490, inclinata di 4,07560° rispetto all'eclittica.